# داستين شيبارد
داستين شيبارد (بالإنجليزية: Dustin Sheppard)‏ (23 سبتمبر 1980 في الولايات المتحدة - ) هو لاعب كرة قدم أمريكي في مركز الهجوم. لعب مع نيويورك ريد بولز.

## وصلات خارجية
- داستين شيبارد على موقع الدوري الأمريكي (الإنجليزية)
- داستين شيبارد على موقع قاعدة بيانات كرة القدم.إي يو (الإنجليزية)